# Le Lido

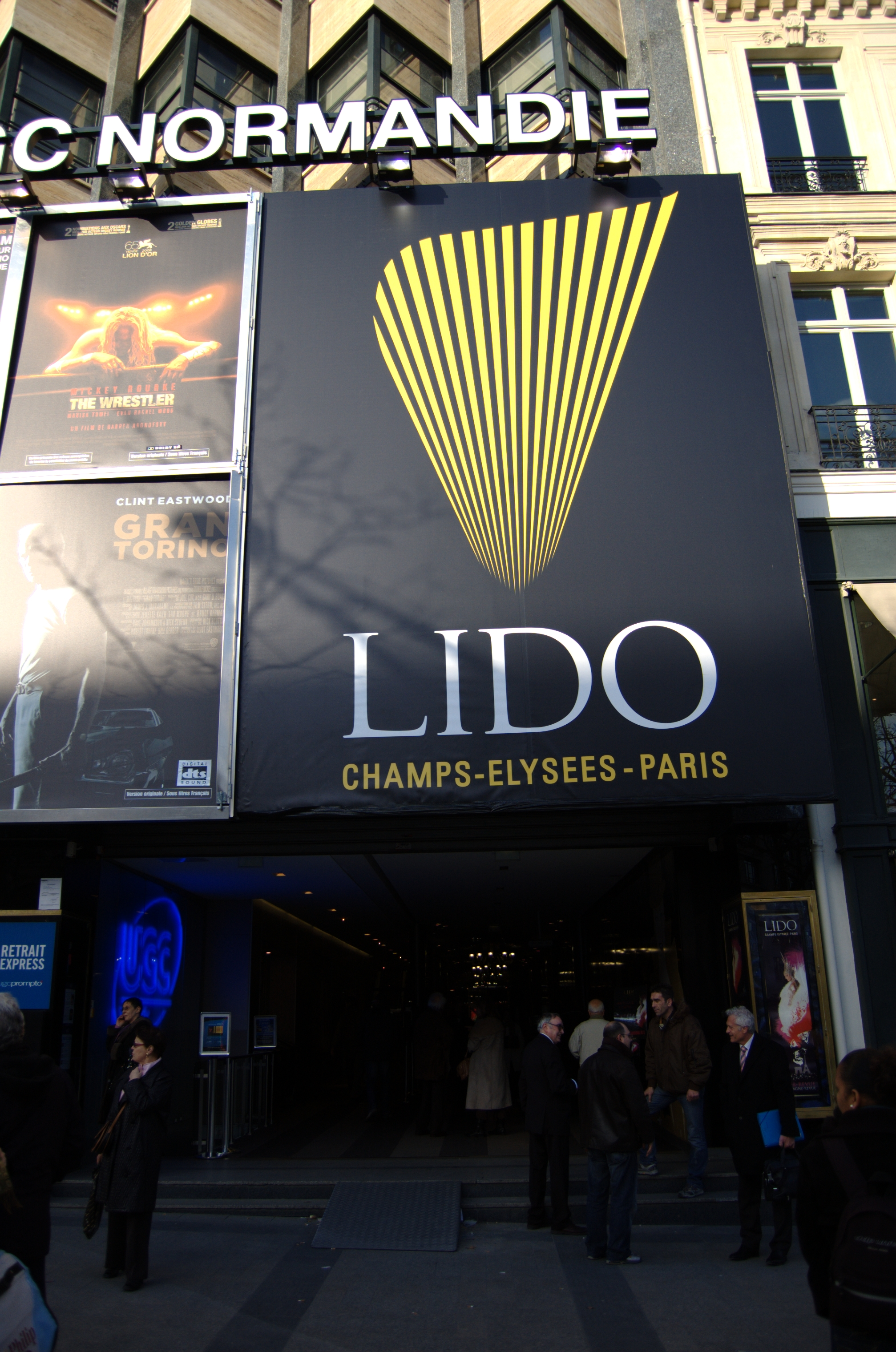
Le Lido, 2009.

Le Lido är en berömd kabaré i Paris. Den ligger på Champs-Elysées och invigdes 1946. Där får man se uppträdanden av artister och baletter med lättklädda flickor och även dans till orkester.